# 伊藤大司
伊藤 大司（いとう たいし, 1986年12月22日 - ）は、日本の元バスケットボール選手。三重県鈴鹿市出身。身長182cm、体重75kg。ポジションはポイントガード。長崎ヴェルカゼネラルマネージャーの伊藤拓摩は兄。2020-21シーズンをもち引退した。

## 経歴
中学時代までチームメイトの西村文男と共に、ミニバス時代は全国大会のブロック準優勝、創徳中時代はキャプテンとして全国大会準優勝を果たす。全中ベスト5に選ばれ、当時の月刊バスケットボールでは「展開を読むジーニアス」と評される。
その後、ワシントンD.C.郊外のメリーランド州にあるモントローズ・クリスチャン高校に留学した。チームのキャプテンを任され、チームメイトにはケビン・デュラントとグレイビス・バスケスがいた。
2006年、ポートランド大学に進学。NCAA1部所属のバスケットボール部に所属し、日本人では松井啓十郎以来2人目となるNCAA1部出場を果たした。2007年1月23日のゴンザガ大学戦はESPNによって全米中継されたため、日本でもJ SPORTSが中継した。
2010年よりトヨタ自動車アルバルク（現：アルバルク東京）に所属。
2017-18シーズンレバンガ北海道に期限付き移籍。
2018年6月8日にアルバルク東京を退団し、翌日に滋賀レイクスターズと2年契約を結ぶ。
2021年6月4日、2020-21シーズン限りでの現役引退を発表。
引退後はゼネラルマネージャーを目指す意向であるが、2021年7月から古巣アルバルク東京のアシスタントゼネラルマネージャーに就任した。

## 記録
| シーズン    | チーム     | GP | GS | MPG  | FG%  | 3P%  | FT%  | RPG | APG | SPG | BPG | TO  | PPG |
| ----------- | ---------- | -- | -- | ---- | ---- | ---- | ---- | --- | --- | --- | --- | --- | --- |
| JBL 2010-11 | トヨタ     | 36 |    |      |      |      |      |     |     |     |     |     |     |
| JBL 2011-12 | トヨタ     | 42 |    | 21.8 | .278 | .220 | .821 | 2.2 | 2.2 | 0.7 | 0.0 | 1.2 | 4.5 |
| JBL 2012-13 | トヨタ     | 42 |    | 22.3 | .309 | .333 | .674 | 1.6 | 2.6 | 0.8 | 0.0 | 1.1 | 4.4 |
| NBL 2013-14 | トヨタ東京 | 51 |    | 21.0 | .314 | .283 | .690 | 1.6 | 2.6 | 0.8 | 0.0 | 1.0 | 3.9 |
| NBL 2014-15 | トヨタ東京 | 45 |    | 20.1 | .332 | .301 | .647 | 1.7 | 2.5 | 1.0 | 0.0 | 0.9 | 3.9 |
| NBL 2015-16 | トヨタ東京 | 52 |    | 19.2 | .355 | .339 | .900 | 1.2 | 1.7 | 0.8 | 0.1 | 0.5 | 3.7 |
| B1 2016-17  | A東京      |    |    |      |      |      |      |     |     |     |     |     |     |